# Michelle Langstone
Michelle Langstone (ur. 30 stycznia 1979 w Auckland) – nowozelandzka aktorka filmowa, telewizyjna i teatralna.

## Kariera
Langstone rozpoczęła swoją karierę aktorską w 2000 roku, występując gościnnie w serialu telewizyjnym Xena: Wojownicza księżniczka w roli Lany, a także w innych nowozelandzkich i australijskich produkcjach. 
W 2003 roku Langstone pojawiła się w roli choreografki Tre w drugim sezonie serialu komediowo-obyczajowego – Męski striptiz. Wcześniej wystąpiła również w innych serialach telewizyjnych oraz filmach jak Power Rangers S.P.D., Power Rangers: Furia dżungli, Córki McLeoda, Miasto rozstań i After the Waterfall.

## Filmografia
| Rok       | Tytuł                        | Rola                        | Notatki                                         |
| --------- | ---------------------------- | --------------------------- | ----------------------------------------------- |
| 2000      | Xena: Wojownicza księżniczka | Lana                        | Odcinek: „Who's Gurkhan?"                       |
| 2000      | Shortland Street             | Susan Morris                | serial telewizyjny                              |
| 2001      | Spin Doctors                 | Melissa Swann               | serial telewizyjny                              |
| 2001      | The Waiting Place            | Amber                       |                                                 |
| 2001      | Being Eve                    | Panna Renee                 | Odcinek: „Being Beautiful” Odcinek: „Being Bad" |
| 2002      | Wielki pożar                 | Tracy Torrock               |                                                 |
| 2003      | For Good                     | Lisa                        |                                                 |
| 2003      | Męski striptiz               | Tre                         | 18 odcinków                                     |
| 2005      | Power Rangers S.P.D.         | doktor Katherine „Kat” Manx | 38 odcinków                                     |
| 2006      | Córki McLeoda                | Fiona Webb Ryan             | 28 odcinków                                     |
| 2007      | The Final Winter             | Mia                         |                                                 |
| 2008      | Power Rangers: Furia dżungli | Mistrzyni Guin              | 3 odcinki                                       |
| 2009      | Miecz prawdy                 | Livia                       | Odcinek: „Sanctuary"                            |
| 2009      | Diplomatic Immunity          | Svetlana                    | Odcinek: „All Eyez on Me”                       |
| 2009      | I'm Not Harry Jenson         | Natalee                     |                                                 |
| 2009      | Miasto rozstań               | Julie                       |                                                 |
| 2010      | After the Waterfall          | Lisa                        |                                                 |
| 2010      | To nie jest moje życie       | Sarah                       | Odcinek: „1.9” Odcinek: „1.10”                  |
| 2011-2013 | The Almighty Johnsons        | Michele Brock               | główna rola                                     |
| 2011      | Shortland Street             | doktor Bethany Hall         |                                                 |
| 2015      | 800 Words                    | Fiona                       |                                                 |